# Iwakura Tomomi

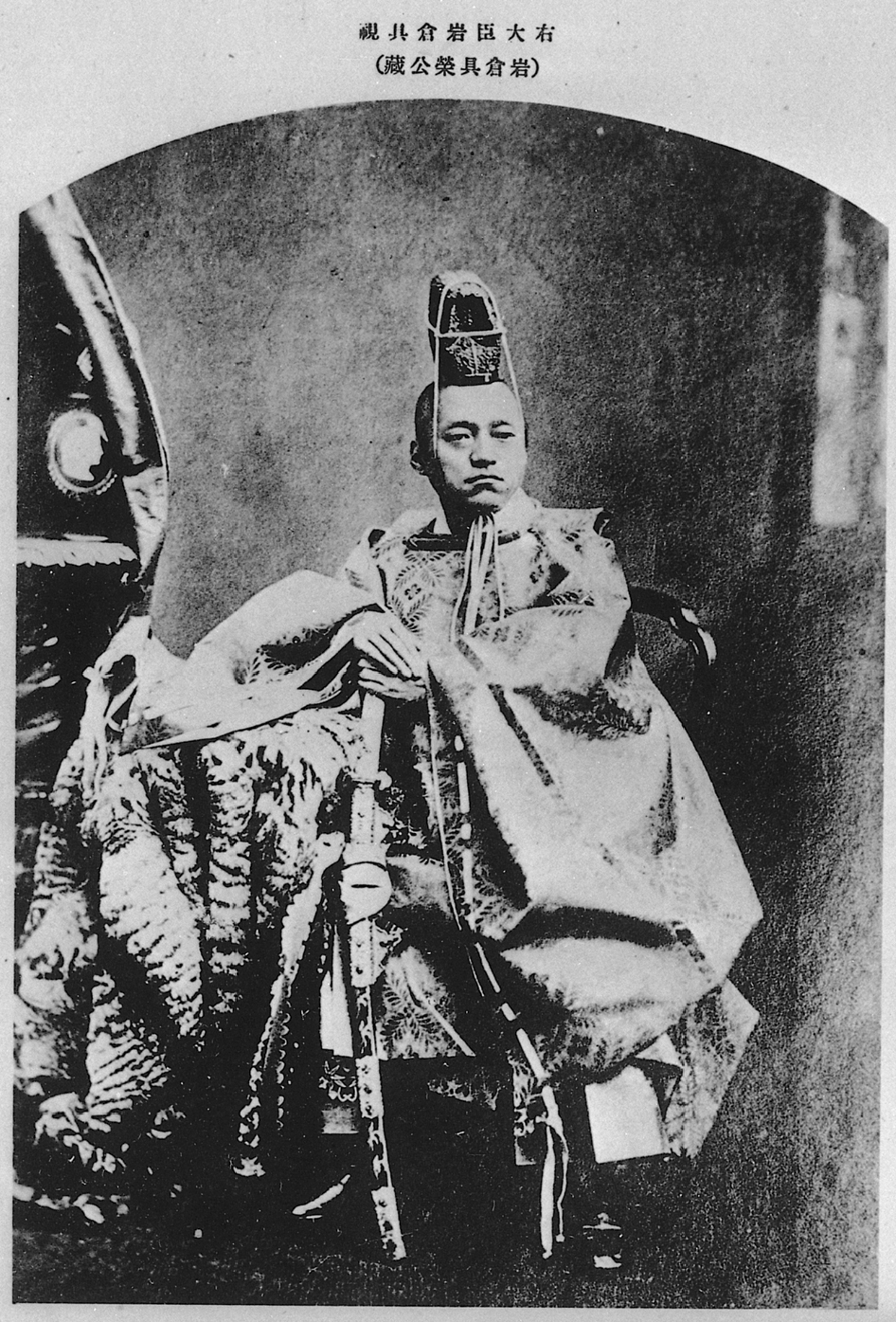
Iwakura Tomomi als Udaijin

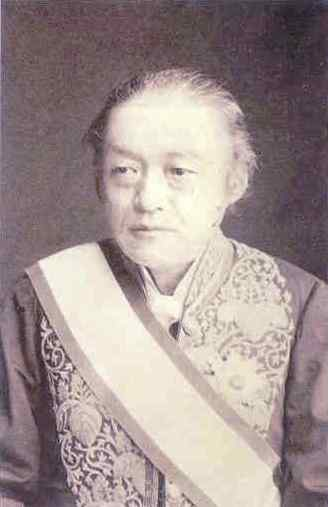
Iwakura im Alter, mit dem Orden der Aufgehenden Sonne

Iwakura Tomomi (jap. 岩倉 具視; * 15. September 1825 in Kyōto; † 20. Juli 1883 in Tōkyō) war ein japanischer Höfling und Politiker der späten Tokugawa- und frühen Meiji-Zeit.

## Leben
Iwakura Tomomi wurde als zweites Kind des Hofadligen Horikawa Yasuchika geboren und von Iwakura Tomoyasu adoptiert.
Am kaiserlichen Hofe wirkte er in der Niedergangsphase des Shōgunats. Dabei fiel er aber im achten Monat des Jahres 1862 u. a. wegen seiner Beteiligung an der Verheiratung der Prinzessin Kazu no Miya an Tokugawa Iemochi in Ungnade und verlor zeitweilig seine Macht. Durch seinen Kontakt mit niedriggestellten Priestern an einigen der hochrangigeren Schreine in Kyōto blieb er allerdings währenddessen über die politische Situation gut informiert.
Im Januar 1867 ermordete Iwakura angeblich den Kaiser Kōmei, weil dieser auf die Annäherungspolitik des Shogunats einging.
Im gleichen Jahr propagierte er zusammen mit mehreren Gelehrten der Kokugaku (darunter Gonda Naosuke und Ochiai Naoaki) die Einbindung von Shintō-Elementen in die Anti-Bakufu-Bewegung und beteiligte sich in dieser Weise an der Meiji-Restauration. So erhielt er 1871 in der Meiji-Regierung den Posten des Udaijin und als Außenminister (外務卿, Gaimu-kyō).
Von 1871 bis 1873 leitete Iwakura die nach ihm benannte Iwakura-Mission nach Europa und in die Vereinigten Staaten, deren Ziel es war, die Ungleichen Verträge, welche Japan auferzwungen waren, aufzulösen und Europa für die Japaner zu entdecken. Das erste Ziel wurde nicht erreicht, jedoch brachte er viel neue Technik zurück nach Japan.
Am 18. Dezember 1882 erhielt Iwakura einen hochrangigen Posten im Kunaishō, von dem aus er versuchte, mehrere Artikel zur institutionellen Verschränkung von Shintō und Tennō in die Meiji-Verfassung aufnehmen zu lassen.